# Соколова Яніна Михайлівна
Яні́на Миха́йлівна Соколо́ва (нар. 6 березня 1984, Запоріжжя, Українська РСР, СРСР) — український журналіст, активіст, блогер, акторка, феміністка. Волонтер ООС, медіаамбасадор руху за права жінок HeforShe в Україні, засновниця фонду «Варто жити» та проєкту «Я, Ніна» на допомогу онкохворим. Автор і ведуча програми «Рандеву» на 5 каналі, проєктів на YouTube: «Вечір з Яніною Соколовою» (2018—2025) та «Соромно!» (2020). 
У 2019 посіла перше місце в рейтингу найпопулярніших блогерів України за версією читачів сайту ICTV. У тому ж році увійшла до рейтингу 100 найвпливовіших жінок України за версією журналу Фокус. Соколова входить до трійки найвпливовіших людей на українську молодь у соцмережах за версією International Research & Exchange Board.

## Життєпис
Закінчивши Запорізьку гімназію № 28, вступила до Запорізького національного університету, де здобула психологічну освіту. Також у Київському національному університеті театру, кіно і телебачення імені І. Карпенка-Карого здобула театрально-кінематографічну освіту.
30 травня 2010 року одружилася з банкіром Володимиром Литвином. Народила синів Миколу і Мирона. В інтерв'ю Валерію Маркусу 31 жовтня 2021 року згадала Володимира як колишнього чоловіка.
У 2019 році поборола рак, перенісши 7-місячний курс променевої та хімієтерапії. За мотивами цього досвіду створила ряд проєктів з полегшення життя онкохворих, зокрема, «Я, Ніна». Захоплюється бігом. Тренується в команді київських легкоатлетів TopRunners. 
Атеїстка.

## Кар'єра
Кар'єру розпочала у пресі, у запорізькому видавництві «Телесіті», де вела рубрику «Наодинці з…». У 2000 році працювала кореспонденткою газети «Запорізька січ». У 18 років стажувалася на запорізькому каналі TV5. У 2001 році працювала там ведучою прогнозу погоди.
У 2003 році Соколова була ведучою програми «Всі гроші світу» на луганському регіональному телеканалі «Лот ТВ».
У 2004 році була акторкою «Вільного театру», де грала Саллі у виставі «Чайка Джонатан Лівінгстон» за твором Річарда Баха. Потім грала у виставах «Піранделло», «Кава і сигарети» та «Український Декамерон» театру «Дах».
На телебачення Соколова повернулася в 2006 році, ведучою та журналісткою у ранковому шоу «Ранок з Інтером». Того ж року почала зніматися в кіно. 3 2007 по 2008 роки була ведучою і журналісткою програми «Сніданок з 1+1».
У 2009 році вела «Ранок на П'ятому». З 2012 року ведуча програми «Кіно з Яніною Соколовою», а вже з 2015 року програми «Рандеву» на «5 каналі».
13 листопада 2017 року з Олесею Корженевською заснувала школу екранних мистецтв «Screen School», де вона також кураторка курсу «Телеведучий».

### Громадська діяльність

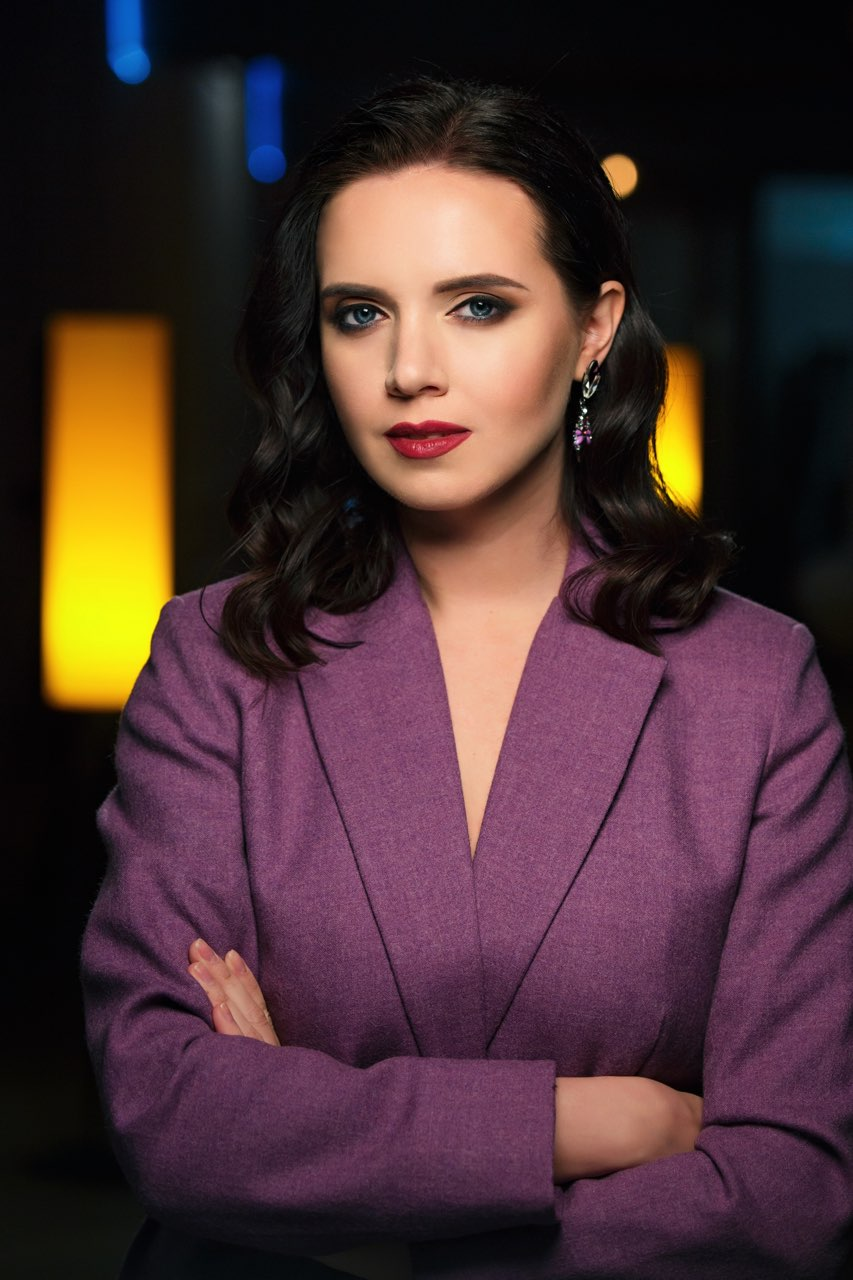
Яніна Соколова в січні 2019 року

У 2014 році взяла участь у зйомці для благодійного календаря «Щирі», присвяченого українському національному костюму та його популяризації. Усі кошти від реалізації календаря передано на допомогу пораненим бійцям АТО до Київського військового шпиталю та центру волонтерства Українського католицького університету «Волонтерська Сотня».
У 2018 році підтримала звернення Європейської кіноакадемії на захист ув'язненого у Росії українського режисера Олега Сенцова.
18 квітня 2018 року у Києві у кінотеатрі «Жовтень» відбувся прем'єрний показ співспродюсованого Соколовою документального фільму про воїнів АТО «Ми — солдати» (англ. We are soldiers).
28 вересня 2018 року на міжнародному книжковому фестивалі в Дніпрі презентована інтерактивна книжка «Шевченко на кожен день», до якої було знято 53 відеоролики, в яких Соколова декламує вірші поета.
У жовтні 2018 року стала ведучою авторського YouTube-проєкту «Вечір з Яніною Соколовою», який викриває фейки російської пропаганди про Україну.
22 травня 2019 року повідомила у Facebook, що вона 7 місяців боролася з раком та вилікувалася. Тоді ж оголосила мультимедійний проєкт «Я, Ніна». Метою проєкту є допомога онкохворим усвідомити цінність життя та почати боротися за нього. Проєкт складатиметься з книжки, пісні та повнометражного художнього фільму, в якому зіграють Валерія Ходос та Валерій Харчишин, а головну роль виконає Соколова.
|                                   | Мені 35. І я хочу наступну частину свого публічного і непублічного життя присвятити темі, яка поглинула мене зсередини. Я хочу допомогти українцям, хворим на рак, полегшити життя і бути… щасливими. Навіть у цей кепський період. Саме з цією метою ми з командою вирішили створити мультимедійний проєкт. |
| — Яніна Соколова (22 травня 2019) | |

Соколова запустила авторський проєкт «Як вам не соромно!» на телеканалі «Україна 24», прем'єра якого відбулася 19 березня 2020 року. Після трьох випусків програми, 3 квітня телеканал тимчасово зупинив його виробництво, посилаючись на карантин в Україні. Проте через тиждень Соколова перезапустила проєкт на своєму YouTube-каналі під назвою «Соромно!». З 21 квітня проєкт також виходить на «4 каналі».
У березні 2020 року Соколова заснувала фонд «Варто жити», мета якого знаходити та акумулювати благодійні кошти, залучені від бізнесу та фізичних осіб шляхом прозорого розподілу між соціальними ініціативами та проєктами, які тільки починають свою діяльність або вже активно діють та реалізують проєкт у сфері онкології.

## Телебачення
| Рік            | Назва                                  | Роль               | Канал           | Дж.           |
| -------------- | -------------------------------------- | ------------------ | --------------- | ------------- |
| 2006           | Ранок з Інтером                        | Грає себе (ведуча) | Інтер           |               |
| 2007—2008      | Сніданок з 1+1                         | Грає себе (ведуча) | 1+1             |               |
| 2009           | Ранок на П'ятому                       | Грає себе (ведуча) | 5 канал         |               |
| 2012 — 2020    | Кіно з Яніною Соколовою                | Грає себе (ведуча) | 5 канал         | [ 27 ]        |
| 2015 — дотепер | Рандеву                                | Грає себе (ведуча) | 5 канал         |               |
| 2018 — 2025    | Вечір з Яніною Соколовою (рос.)/(укр.) | Грає себе (ведуча) | YouTube         | [ 3 ]         |
| 2020           | Як вам не соромно!                     | Грає себе (ведуча) | YouTube         | [ 25 ] [ 26 ] |
| 2020           | Соромно!                               | Грає себе (ведуча) | 4 канал YouTube | [ 25 ] [ 26 ] |

## Театральні роботи
| Вистава                        | Роль               | Театр                                                                            | Примітки                           |
| ------------------------------ | ------------------ | -------------------------------------------------------------------------------- | ---------------------------------- |
| «Чайка на ім'я Джонатан»       | Саллі              | Вільний театр                                                                    |                                    |
| «Піранделло»                   | Марина             | Театр «Дах»                                                                      |                                    |
| «Кава і сигарети»              | акторка Джейн      | Театр «Дах»                                                                      |                                    |
| «Український Декамерон»        | смерть             | Театр «Дах»                                                                      |                                    |
| «Ідіот»                        | Настасья Пилипівна | Театр «Дах»                                                                      |                                    |
| «Історії кохання для дорослих» | жінка              | Національний академічний український драматичний театр імені Марії Заньковецької | Грає у парі із Валерієм Харчишиним |

## Фільмографія
| Рік  | Назва             | Роль  | Режисура           | Нотатки                              |
| ---- | ----------------- | ----- | ------------------ | ------------------------------------ |
| 2009 | «Обійми мене»     | Лєра  | Любомир Левицький  | Головна роль, короткометражний фільм |
| 2017 | «The Woman»       | жінка | Діана Рудиченко    | Головна роль, короткометражний фільм |
| 2018 | «Я є ілюзія»      |       | Станіслав Капралов | Короткометражний фільм               |
| 2018 | «We are soldiers» | Н/Д   | Світлана Смірнова  | Продюсерка, документальний фільм     |
| 2023 | «Я, Ніна»         | Н/Д   | Марися Нікітюк     | Продюсерка                           |

| Рік  | Назва                      | Роль                                     | Режисура                                              |
| ---- | -------------------------- | ---------------------------------------- | ----------------------------------------------------- |
| 2006 | «Сьоме небо»               | покоївка                                 | В'ячеслав Криштофович                                 |
| 2006 | «Про це краще не знати»    | журналістка                              | Дмитро Томашпольський                                 |
| 2006 | «Перше правило королеви»   | Тамара                                   | В'ячеслав Криштофович                                 |
| 2011 | «Сім верст до небес»       | медсестра                                | Юрій Павлов                                           |
| 2011 | «Терміново шукаю чоловіка» | Віра                                     | Аліна Чеботарьова                                     |
| 2011 | «Костоправ»                | Маргарита Вітковська, асистентка Савчука | Володимир Мельниченко, Віра Яковенко                  |
| 2012 | «Мамочка моя»              | епізод                                   | Аліна Чеботарьова                                     |
| 2012 | «Навчаю грі на гітарі»     | Маргарита Соколова, наречена Олега       | Володимир Янощук                                      |
| 2013 | «Тариф „Щаслива сім'я“»    | епізод                                   | Аліна Чеботарьова                                     |
| 2014 | «Справа для двох»          | Лєна                                     | Антон Азаров, Карім Шихар                             |
| 2015 | «Повернешся-поговоримо»    | співробітниця аеропорту                  | Аліна Чеботарьова                                     |
| 2016 | «Співачка»                 | Олеся                                    | Олександр Сальников, Міла Погребинська, Антон Ціватий |
| 2016 | «Райське місце»            | Анжела                                   | Дмитро Гольдман                                       |
| 2018 | «Жити заради кохання»      | Бєрта Арнаут, власниця клубу             | Сергій Толкушкін                                      |